# Botho Sigwart comte d'Eulenburg
Sigwart Botho Philipp August d'Eulenburg, comte d'Eulenburg (Múnic, Alemanya, 10 de gener de 1884 — Jasło, Polònia, 2 de juny de 1915) fou un aristòcrata i compositor alemany.
Fill del comte d'Eulenburg, cultivà amb fortuna la composició adquirint ràpida notorietat en els centres artístics del seu país com a autor de lieder i d'obres de cambra. Entre les seves produccions destaquen dues Sonates per a piano; una altra per a violí, i una simfonia per a orgue i orquestra. El 1909 s'estrenà a Stuttgart la seva òpera Die Lieder des Euripides.